# Линейные корабли типа «Колоссус»
Тип «Колоссус» (англ. Colossus class) — серия британских линейных кораблей, состоявшая из 2 кораблей: Colossus и Hercules, построенных в 1910 году. Первоначально корабли должны были быть однотипны линкору Neptune, однако получили более мощную броню и выделены в отдельный тип. Последние дредноуты Королевского флота, вооружённые 12-дюймовыми (305-мм) орудиями. После них флот построил первые «супердредноуты» — линкоры типа «Орион» с 13,5-дюймовым (343-мм) орудиями. Как корабли Первой мировой войны, согласно Вашингтонской конференции, отправлены на слом.

## Конструкция

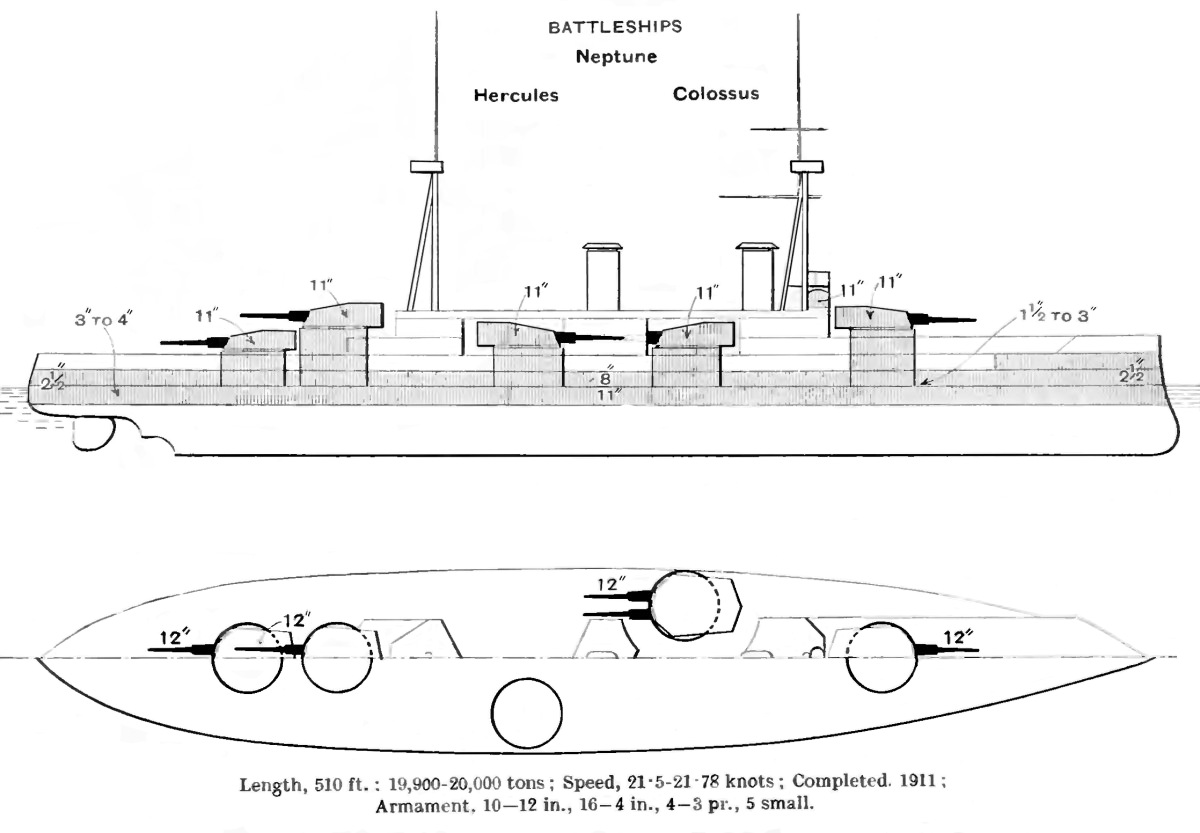
Схема класса «Колоссус»

При разработке этого класса лорды Адмиралтейства учли уязвимость капитальных британских кораблей для снарядов новейших немецких 305-мм орудий. Таким образом, толщина главного пояса вернулась к 11-дюймовой (280 мм) толщине «Дредноута», как следствие сократилась внутренняя защита. На конструкцию также повлияла способность американских линкоров типа «Делавэр» дать бортовой залп из десяти орудий. Из конструкции исключена грот-мачта, что позволило сэкономить 50 тонн высоко расположенного веса. Было сохранено неудачное размещение фок-мачты за передней дымовой трубой, вызывавшее нарекания со времён «Дредноута». Задымление мачты, мешавшее работе артиллеристов, только усилилось из-за возросшей мощности механизмов новых линкоров. В том же году Парламент одобрил проект линкоров типа «Орион» с увеличенным главным калибром.

### Силовая установка
Машинное отделение впервые разделено на три отсека вместо двух. Считалось, что это поможет сохранить остойчивость при попадании воды через повреждённые перебороки. Двигательная установка в основном повторяла установленные на предыдущих типах дредноутов, новым было лишь размещение оборудования в центральном машинном помещении, обеспечивавшее независимую работу турбин на крейсерском ходу.

### Вооружение
Основное вооружение осталось таким же, как на «Нептуне», за исключением уменьшения угла вращения башен для сохранения палубного пространства, позволяя удлинить переднюю надстройку и более удачно расположить вспомогательное вооружение.

#### Главный калибр
12-дюймовые (305-мм) орудия установлены, так же как на «Нептуне», в пяти башнях по два орудия. Две башни в средней части корабля разнесены к бортам, две задние линейно-возвышенно. Это расширило сектор поражения отдельных башен и, таким образом, увеличило общую мощь залпа по сравнению с предыдущими типами линкоров.

#### Вспомогательное вооружение
С этой серии линкоров калибр торпедных аппаратов увеличен с 457-мм до 533-мм. Большая часть из 16 4-дюймовых (102-мм) противоминных орудий была размещена на значительно удлинённой носовой надстройке. В 1917 году снято три пушки, в замен установлены два зенитных орудия.

### Бронирование
Броня изменена по сравнению с «Нептуном». Толщина бортовой брони увеличена, но оконечности корабля не имели бронирования. Построены четыре (вместо двух) бронированные поперечные переборки. В подводной защите, в отличие от «Нептуна», обошлись без полной противоторпедной переборки, небольшими локальными противоторпедными переборками защищены только артиллерийские погреба.
На «Колоссус» и «Геркулес»: главный броневой пояс имел толщину 203-279-203 мм, передняя часть пояса 178-63 мм, задняя 63 мм. Главная палуба имела толщину 32 мм, средняя: плоская часть и скосы 44 мм, нижняя 75-38 мм.

## Представители класса
- «Колоссус» спущен на воду 9 апреля 1910 года со стапелей верфи «Скотт» в Гриноке в Шотландии. Вошёл в строй 8 августа 1911 года. Во время Первой мировой войны был в составе Гранд-Флита, возглавляя в 1916 году 2-й дивизион 1-й линейной эскадры. Во время Ютландского сражения получил 2 повреждения средней тяжести. С 1919 года становится учебным кораблём кадетского училища и некоторое время был покрашен в чёрно-белые цвета викторианской эпохи. В 1923 году выведен из эксплуатации и поставлен на прикол. В 1928 году продан для утилизации.

- «Геркулес» спущен на воду 10 мая 1910 года со стапелей верфи «Палмер»[англ.] в Ярроу в Ньюкасле. Во время Первой мировой войны был в составе Гранд-Флита, участвовал в Ютландском сражении. В 1918 году привёз комиссии союзников для заключения перемирия в Киль. С 1919 года входит в состав резерва флота. В 1922 году продан для утилизации.

## Оценка проекта
|                                     | «Нептун»                 | «Колоссус»               | «Флорида»                | «Остфрисланд»                    | «Кавати»                                            |
| ----------------------------------- | ------------------------ | ------------------------ | ------------------------ | -------------------------------- | --------------------------------------------------- |
| Год закладки                        | 1909                     | 1909                     | 1909                     | 1908                             | 1909                                                |
| Год ввода в строй                   | 1910                     | 1911                     | 1911                     | 1911                             | 1912                                                |
| Водоизмещение нормальное, т         | 19 900                   | 19 995                   | 22 174                   | 22 806                           | 21 156                                              |
| Полное, т                           | 22 000                   | 23 063                   | 23 400                   | 24 700                           | 23 266                                              |
| Тип СУ                              | ПТ                       | ПТ                       | ПТ                       | ПМ                               | ПТ                                                  |
| Мощность, л. с.                     | 25 000                   | 25 000                   | 28 000                   | 28 000                           | 25 000                                              |
| Максимальная скорость, узл.         | 21                       | 21                       | 20,75                    | 20,5                             | 20                                                  |
| Дальность, миль (на скорости, узл.) | 6330 (10)                | 6680 (10)                | 6680 (10)                | 5500 (10)                        | 2700 (18)                                           |
| Бронирование, мм                    |                          |                          |                          |                                  |                                                     |
| Пояс                                | 254                      | 279                      | 279                      | 300                              | 305                                                 |
| Палуба                              | 45—100                   | 45—100                   | 35—63                    | 55—80                            | 30                                                  |
| Башни                               | 279                      | 279                      | 305                      | 300                              | 280                                                 |
| Барбеты                             | 254                      | 279                      | 254                      | 300                              | 280                                                 |
| Рубка                               | 279                      | 279                      | 292                      | 300                              | 254                                                 |
| Схема размещения вооружения         |                          |                          |                          |                                  |                                                     |
| Вооружение                          | 5×2×305/50 16×1×102 3 ТА | 5×2×305/50 16×1×102 3 ТА | 5×2×305/45 16×1×127 2 ТА | 6×2×305/50 14×1×150 14×1×88 6 ТА | 2×2×305/50 4×2×305/45 10×1×152 8×1×120 12×1×76 5 ТА |